# Toverchampignon
De toverchampignon (Micropsalliota geesterani) is een schimmel behorend tot de familie Agaricaceae. Hij leeft saprotroof op de grond in parken, jonge bosjes, geluidswallen, wegbermen op eutrofe, humeuze of kleiïge bodems.

## Determinatie
Hoed
Het is een grote, robuste paddenstoel met hoeden van 15–20 cm doorsnede. De kleur is wit maar wordt al snel wijnrood. De paddenstoel ontwikkelt zich bijna volledig onder de grond. Hij kan zelfs tegels opzijdrukken of door beton heen breken.
Steel
De harde steel heeft dezelfde kleuren als de hoed en is ringloos. De paddenstoel kleurt felgeel bij het doorsnijden en na enkele minuten verandert dit in purperrood.
Sporen
De sporenmaat is 7,1–8,3 × 4,8–5,6 μm.

## Verspreiding
In Nederland komt de toverchampignon matig algemeen voor. In 1973 werd hij voor het eerst in Nederland gevonden, en wel in het Amsterdamse Bos. Hij is op basis van dit materiaal in 1987 beschreven als nieuwe soort voor de wetenschap. Anno 2010 was de paddenstoel bekend uit negen provincies. Een grote concentratie vindplaatsen bevindt zich rondom Amsterdam.
In Europa zijn alleen enkele vondsten bekend uit Vlaanderen (2005), Nordrhein-Westfalen (1995), Engeland (2008) en Polen (2018). Buiten Europa is de toverchampignon alleen te vinden in Israël (1996).